# Tetsuo Satō
Pour les articles homonymes, voir Satō.
Tetsuo Satō (né le 12 mars 1949 dans la préfecture de Miyagi (Tōhoku) et mort le 11 juin 2025) est un joueur de volley-ball japonais, médaillé olympique en 1968 à Mexico, et champion olympique aux jeux de Munich en 1972.

## Carrière
Tetsuo Satō remporte avec l'équipe du Japon de volley-ball la médaille d'argent olympique aux Jeux olympiques d'été de 1968 se déroulant à Mexico. Quatre ans plus tard, les Japonais sont sacrés champions olympiques aux Jeux de Munich.

## Palmarès

### Jeux olympiques
- Jeux olympiques de 1968 à Mexico,  Mexique
  -  Médaille d'argent.
- Jeux olympiques de 1972 à Munich,  Allemagne de l'Ouest
  -  Médaille d'or.